# Канела I (Кјети)
Канела I (итал. Cannella I) је насеље у Италији у округу Кјети, региону Абруцо.
Према процени из 2011. у насељу је живело 20 становника. Насеље се налази на надморској висини од 134 м.